# Novaci (kommun)
Novaci (makedonska: Новаци) är en kommun i Nordmakedonien. Den ligger i den södra delen av landet, 110 km söder om huvudstaden Skopje. Antalet invånare är 3 268.
Följande samhällen finns i Novaci:
- Novaci
- Bač
- Dobromiri
- Dalbegovci
- Gorno Aglarci
- Dolno Aglarci
- Rapeš
- Biljanik
- Ribarci
- Polčište
- Zovik